# Pista di Nardò

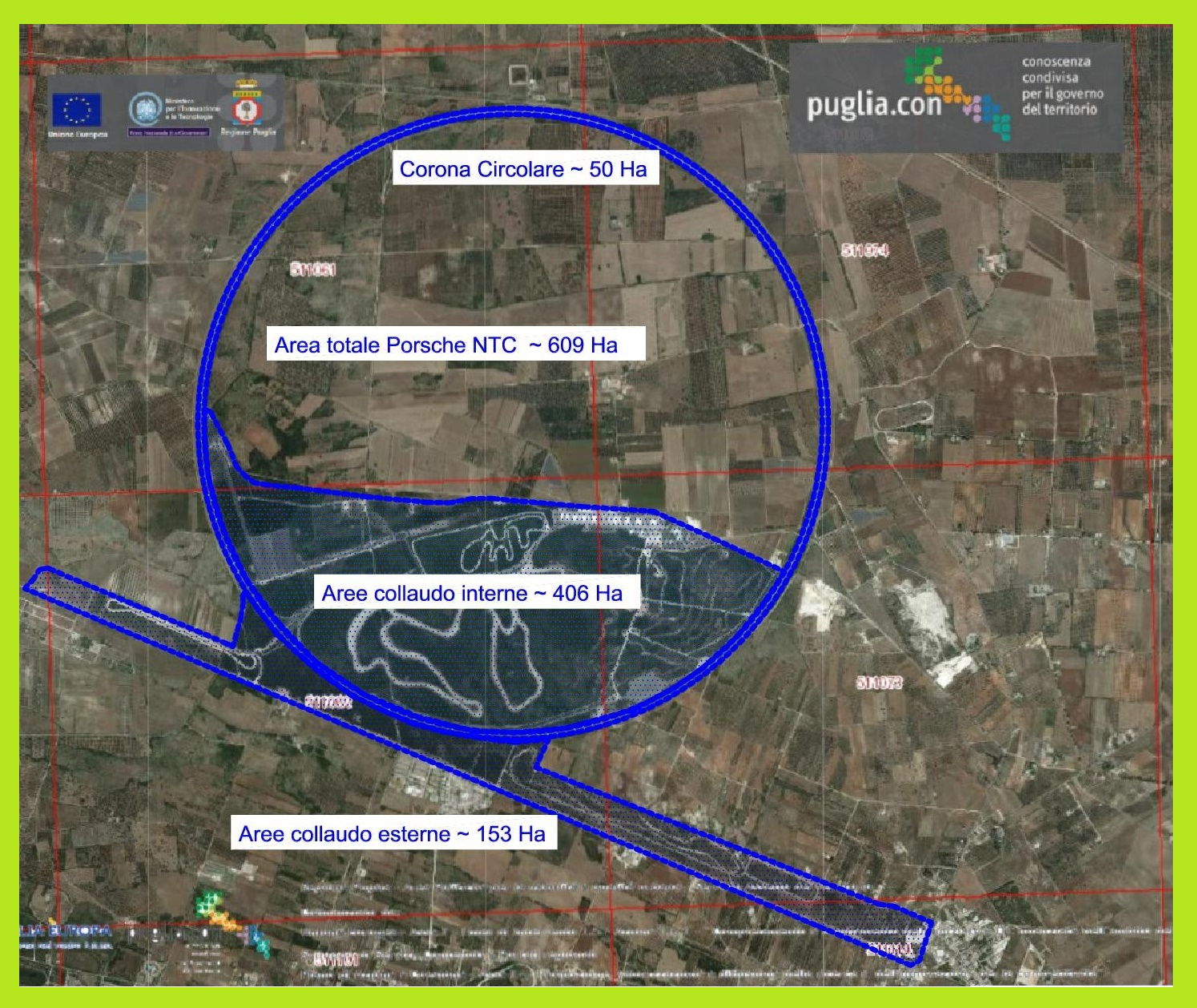
Porsche NTC Nardò (LE)

La pista di Nardò - dal 2012 Nardò Technical Center (NTC) - è un circuito automobilistico che si trova in Italia, nella provincia di Lecce, posizionato lungo la Strada Provinciale 359 che collega Manduria e Nardò. Il complesso si sviluppa su una superficie di 6 milioni di metri quadrati, fu costruita dalla FIAT a inizi anni '70 e inaugurata nel 1975 con la denominazione SASN (Società Autopiste Sperimentali Nardò). Successivamente cambiò la denominazione in Fiat Centro Test. Nel 2012 il centro test è stato acquistato dalla Porsche Engineering, una società del gruppo Porsche e rinominato Nardò Technical Center.
Il circuito è costituito da una pista a corona circolare la cui circonferenza esterna misura 12696 m (interna 12448m), con quattro corsie per auto e moto con inclinazione variabile tra il 4% ed il 22,5%, per un totale di 16 metri di larghezza. Mentre l'anello più interno, per i camion, ha una larghezza di 9 metri. Nel Nardò Technical Center trovano posto inoltre altre 20 piste e impianti per il collaudo e i test dei veicoli.

## Descrizione del circuito

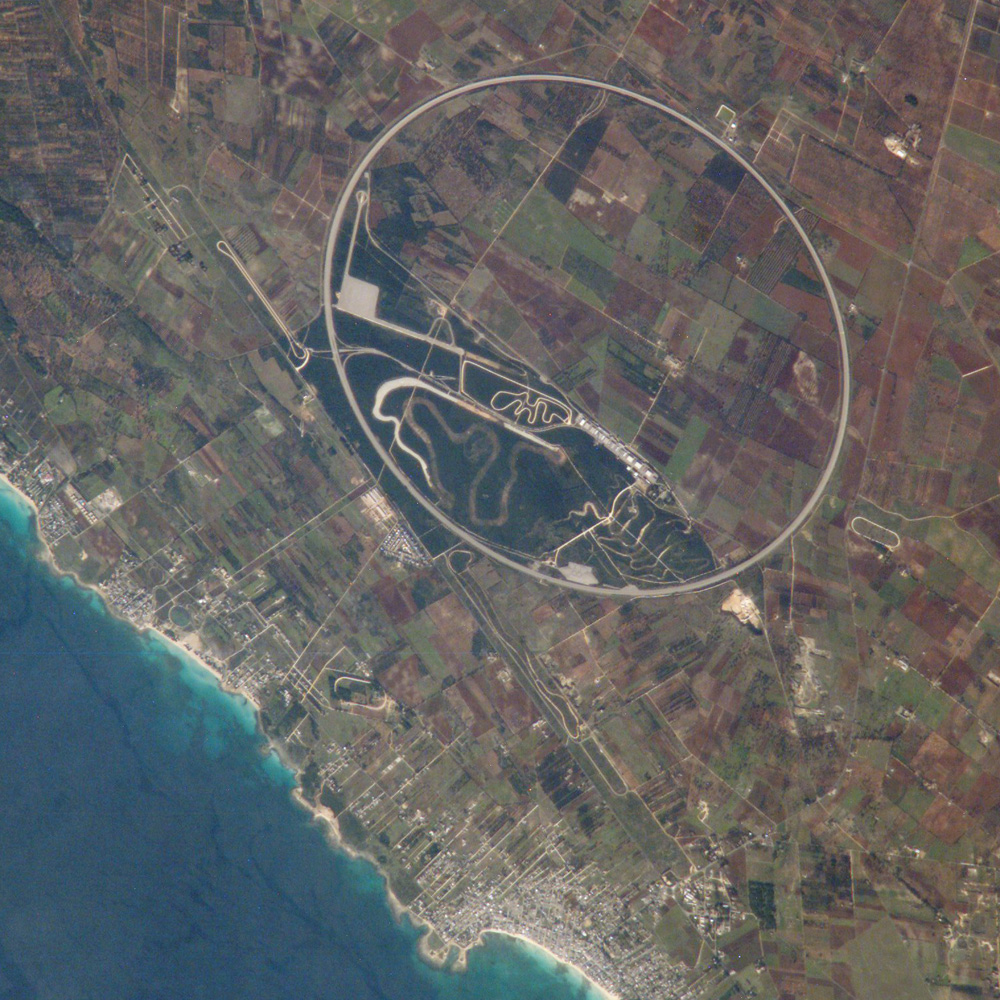
La pista di Nardò in una foto scattata da un astronauta dalla Stazione spaziale internazionale nel novembre 2006.
La pista è perfettamente circolare, appare ellittica per via della particolare inclinazione.

La pista ad alta velocità, è una corona circolare con una circonferenza esterna di 12696 m e un diametro esterno di 4041 m; Essa è costituita da due anelli separati. Quello esterno ha quattro corsie per auto e moto con inclinazione variabile tra il 4% ed il 22,5% per un totale di 16 metri di larghezza, mentre quello interno, per i camion, ha una larghezza di 9 metri.
La superficie occupata dall'NTC è composta dal "Nardò Ring", la corona circolare, di circa 50 ha; un'area di collaudi interni all'anello di circa 406 ha e un'area di collaudi esterni all'anello di circa 153 ha per un totale di circa 609 ettari.
Nel 1999 il centro prove viene venduto da FIAT alla società torinese Prototipo S.p.A. che avvia diversi lavori di rinnovamento: nel 2000 vengono costruiti 5000 m² di nuove officine ed uffici; nel 2002 viene inaugurato un nuovo circuito per la verifica del comfort di guida e del livello di rumorosità e nel 2008 si aggiunge una nuova pista di handling da 6,2 km ispirata alla nota pista del Nürburgring Nordschleife.
Nel maggio 2012 il complesso di piste viene acquisito da Porsche Engineering che, nel 2018 e 2019, sottopone la pista circolare ad importanti lavori di restyling. La pista è stata inoltre dotata dell'infrastruttura necessaria alla ricarica di auto elettriche ad alta potenza. Sono utilizzate colonnine di ricarica ad 800 V, simili a quelle utilizzate da IONITY.
Le corsie dedicate ad auto e moto sono inclinate a tal punto che un pilota che guida ad una velocità di 240 chilometri all'ora (150 mph) nella corsia più esterna non ha bisogno di sterzare per completare un giro di pista. In sostanza alla cosiddetta velocità neutra, che è diversa per le quattro corsie, si guida come su un rettilineo. Superata tale velocità è necessario adoperare lo sterzo. Ad esempio la Koenigsegg CCR, che ha stabilito il record di velocità sull'anello di Nardò per una vettura di serie (il 28 febbraio 2005 con 388 km/h), ha compiuto tutto il percorso con il volante ad un angolo di 30°. Questo record di velocità è stato poi battuto dalla Bugatti Veyron sulla pista privata della Volkswagen nel rettilineo di Ehra-Lessien in Germania.
Nel contrastare la forza centrifuga (come è necessario quando si supera la velocità neutra) un po' di velocità massima potenziale si perde. Quindi la stessa automobile potrà raggiungere una velocità maggiore su un rettilineo rispetto a quella che potrà avere sull'anello di Nardò. Anche la forza da esercitare sullo sterzo di un'automobile che procede alla velocità neutra è maggiore di quella che sarebbe stata applicata procedendo in linea retta, poiché il carico centrifugo creato dalla piega del circuito aumenta la resistenza al rotolamento degli pneumatici.
Nell'anello si è verificato un incidente mortale.
Le velocità neutre sulle quattro corsie riservate ad auto e moto sono rispettivamente: 
- Corsia 3 - 60/130 km/h
- Corsia 2 - 130/170 km/h
- Corsia 1 - 170/210 km/h
- Corsia 0 - 210/240 km/h

Durante la regolare attività di lavoro settimanale la velocità massima consentita sulla pista circolare è di 260 km/h. Velocità superiori sono consentite solo nelle sessioni private.
La velocità neutra per l'anello riservato ai camion è compresa tra gli 80 chilometri all'ora (50 mph) e i 140 chilometri all'ora (87 mph) per tutta la larghezza della pista, essendo maggiore nella parte più esterna della corsia.

Nel 2012 la pista è stata il set del primo episodio della diciottesima stagione della trasmissione britannica Top Gear, nel quale i tre presentatori del programma, nel corso di un viaggio in Italia, si sono cimentati in una sfida di velocità a bordo di tre diverse vetture sportive: una Lamborghini Aventador; una McLaren MP4-12C; una Noble M600.

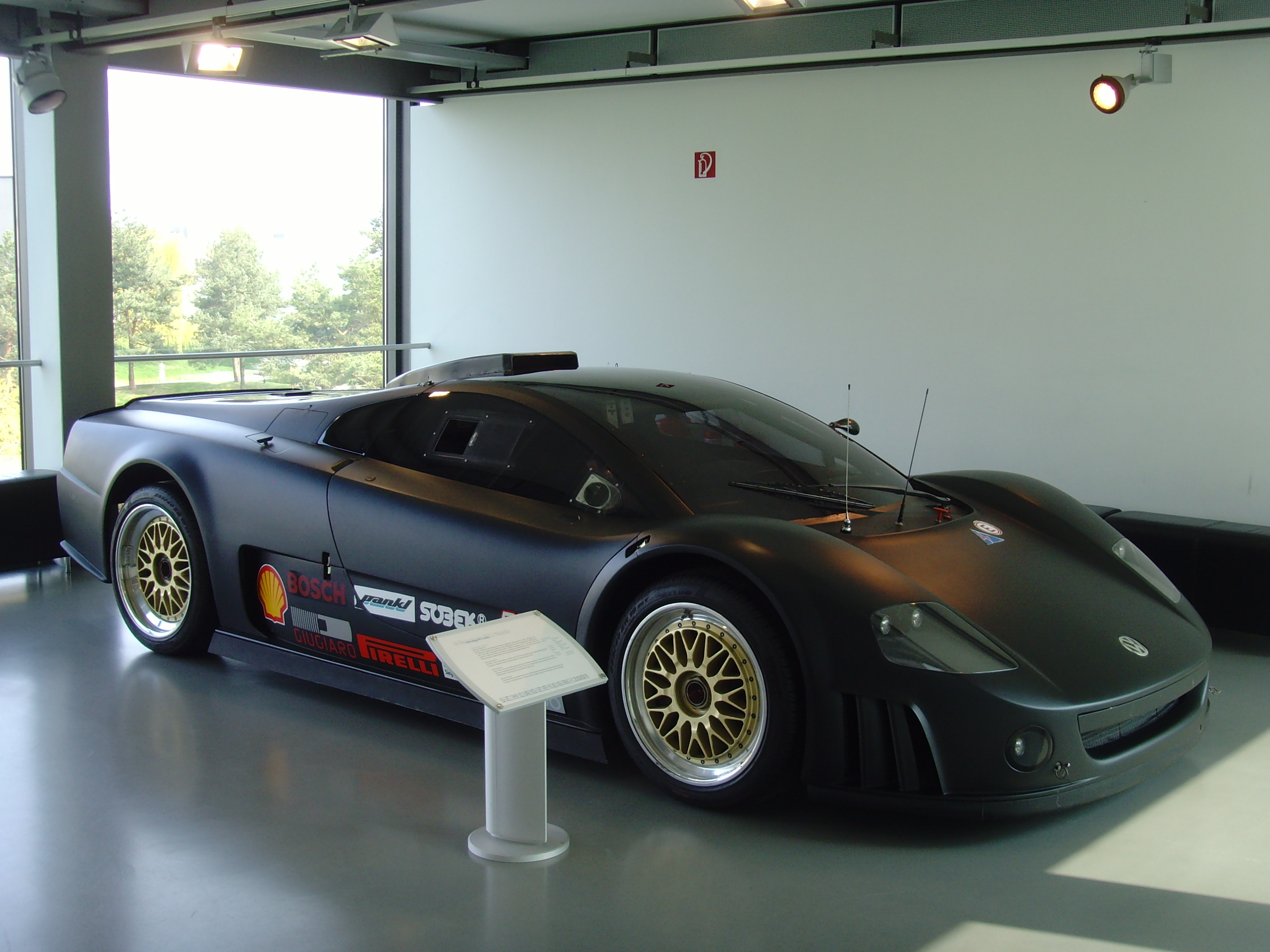
La Volkswagen W12 Nardò attuale detentrice del record di velocità sulle 24 ore

All'interno del tracciato anulare è presente un circuito tradizionale, il Nardò Handling Track, lungo 6222 metri. Il tracciato è costituito da un unico rettilineo e da sedici curve di ampiezza e pendenza laterale sempre differenti.
Su questo tracciato è possibile eseguire 9 test:
- mappatura termica
- durata
- affidabilità
- usura degli pneumatici
- sistemi di aiuto alla guida (DAS)
- driveline
- manovrabilità
- dinamica del veicolo
- guida in notturna

## Record stabiliti sull'anello di Nardò

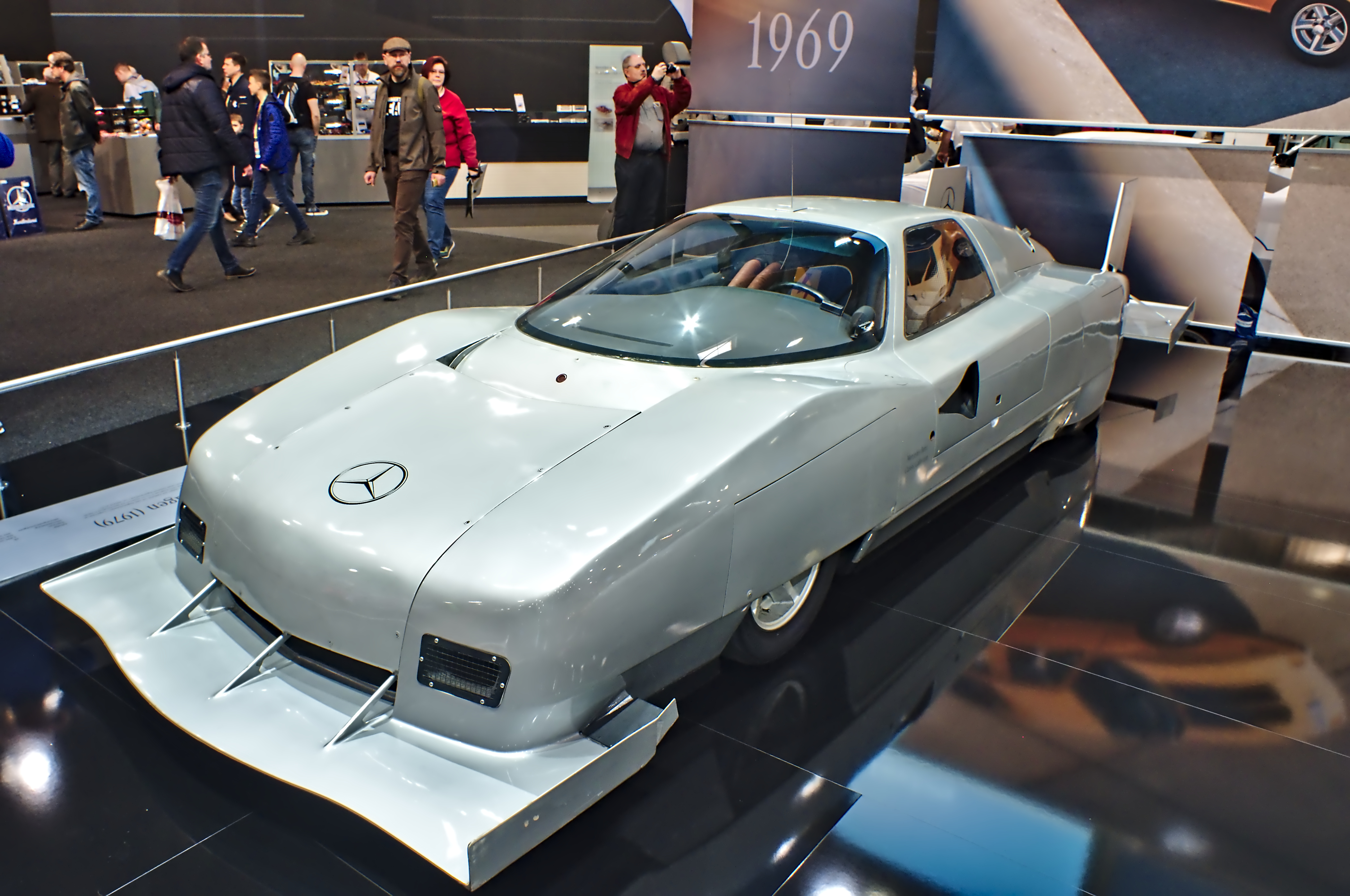
La Mercedes Benz C 111 IV che nel 1979 superò i 400 km/h

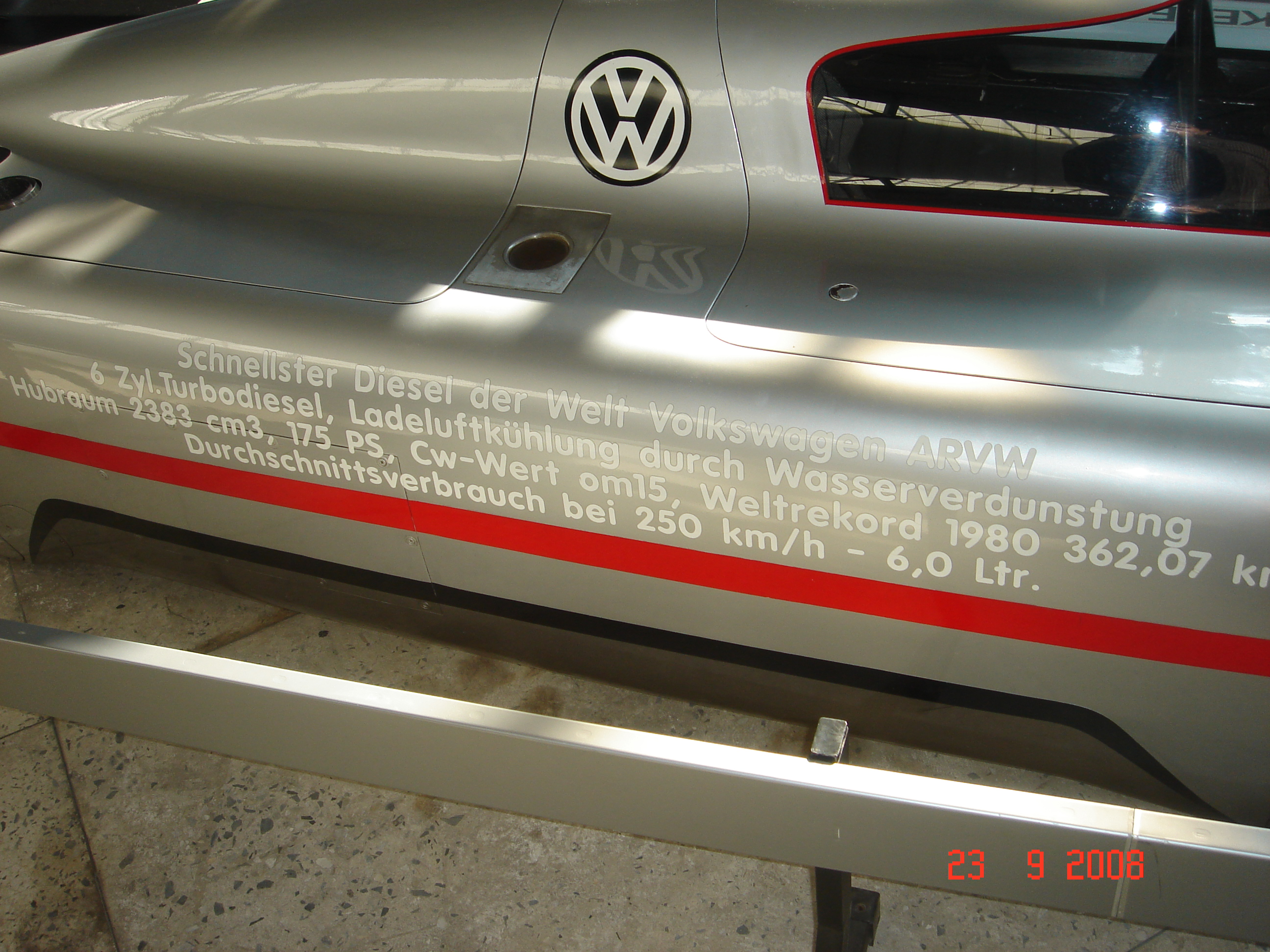
Particolare della Volkswagen ARVW riportante sulla carrozzeria i dettagli del record stabilito a Nardò

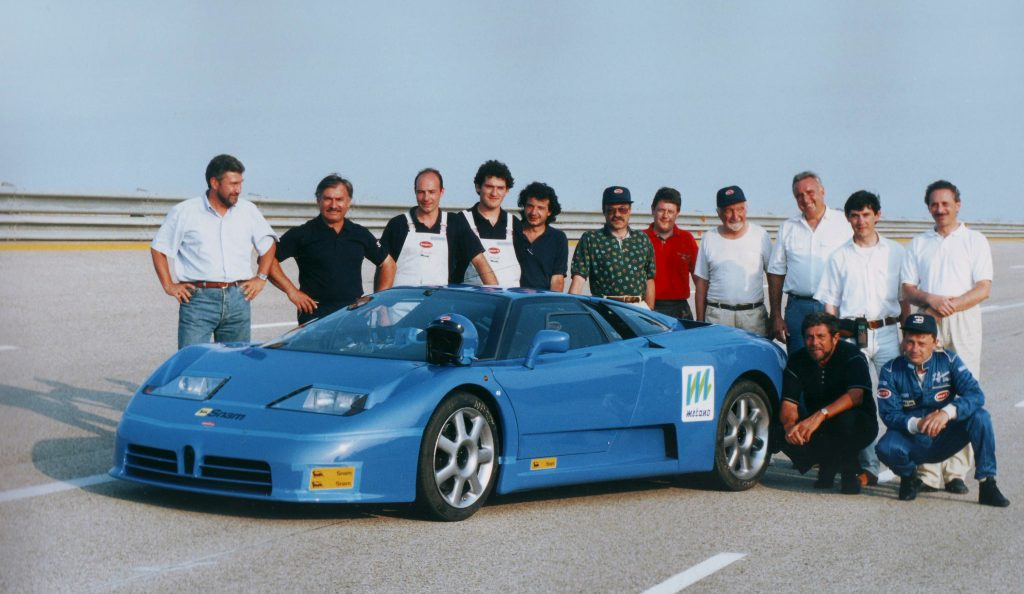
Loris Bicocchi (in basso a destra) e il team Bugatti il 2 luglio 1994 sulla pista di Nardò subito dopo aver stabilito il record di velocità con la Bugatti EB110

Max Biaggi in sella alla Violent Violet in compagnia di Fabio Fazi sulla pista di Nardò

- Il 13 maggio 1979 una Honda 125cc stabilisce il record mondiale di velocità media sulle 24 ore: 137,866 km/h;
- Il 5 luglio 1979 viene per la prima volta superata la barriera dei 400 km/h con un'auto realizzata appositamente, la Mercedes-Benz C111-IV che raggiunse la velocità di 403,978 km/h, stabilendo il record italiano di velocità e riuscì a completare un giro completo dell'anello in 1 minuto e 57 secondi[1];
- Il 10 ottobre 1980 una Volkswagen ARVW stabilì il record di velocità per un'auto diesel raggiungendo una velocità di 362,07 km/h[1];
- 7 novembre 1982 una Porsche 928 S stabilì il record di velocità su 24 ore: coprì 6.033 chilometri ad una velocità media di 251,4 km/h;
- Il 28 novembre 1982 un Alfa Romeo Giulietta stabilisce il record di velocità media sui 50.000 km: 175,628 km/h
- Il 17 agosto 1983 una Mercedes Benz 190E 2.3-16 stabilisce il record mondiale di velocità media sui 25.000 km: 247,6 km/h. Nei giorni seguenti, il 19 e 21 agosto, vengono infranti i record sulle 25.000 miglia e 50.000 km alle velocità medie di 247,8 km/h e 247,9 km/h;[9]
- Il 14 settembre 1986 la moto prototipo Elf R stabilisce 6 record mondiali, tra i quali velocità media sui 10 km di 243,572 km/h e velocità massima di 321 km/h;[10]
- Il 4 aprile 1988 un Audi 200 quattro stabilisce il record mondiale di velocità sulle 500 miglia con una velocita media di 324,509 km/h e sui 1000 km a 326,403 km/h;[11]
- Il 4 giugno 1988 due Gilera MX1[12] ottengono  4 record del Mondo: 1) 6 ore alla media di 162,468 km/h 2) 1000 km coperti in 6 ore e 8 minuti alla media di 162,646 km/h 3) 12 ore alla media di 160,265 km/h 4) 24 ore alla media di 155,413 km/h percorrendo oltre 3729 km), il test ebbe inizio alle ore 23 del 4 giugno 1988, terminando dopo 24 ore di non stop.
- Il 16 febbraio 1992 Dario Sassi percorse 113,545 chilometri in un'ora con partenza da fermo con la sua Megawatt. Nella stessa occasione Sassi stabili altri primati nella categoria, tra cui quello sul chilometro lanciato alla velocità media di 165,387 chilometri orari.[13]
- Il 29 agosto 1993 una Honda NR 750cc guidata da Loris Capirossi stabilisce il record mondiale di velocità massima 304,032 km/h. Vengono inoltre stabiliti il record con partenza da fermo sul chilometro a 299,825 km/h e sui 10 km a 283,551 km/h;[14]
- Nel 1993 una Porsche 928 GTS batté il precedente record percorrendo in 24 ore 6.377,25 km ad una velocità media di 265,72 km/h;
- Il 2 giugno 1994 la moto elettrica Violent Violet progettata dall'ingegnere Fabio Fazi e guidata da Max Biaggi stabilisce 5 record mondiali di velocità per moto elettriche: 1/4 di miglio, chilometro e miglio da fermo, chilometro lanciato (164,498 km/h) e velocità massima di 168 km/h;[15]
- Il 2 luglio 1994 una Bugatti EB110GT guidata da Loris Bicocchi stabilì il record di velocità per un'auto alimentata a metano con omologazione stradale raggiungendo una velocità di 344,7 km/h[1];
- Nel 1994 la Bertone Z.E.R. riuscì a stabilire il record di velocità su 1 km per un'auto elettrica percorrendolo ad una velocità media di 303,977 km/h e il record di distanza in 1 ora percorrendo 199,882 km[1];
- Il 27 agosto 1995 un'Aprilia 250cc stabilisce il record sul chilometro lanciato con una velocità media di 254,021 km/h;
- Il 3 giugno 2000 una Suzuki GSX 1300 stabilisce il record mondiale di velocità sul chilometro lanciato con 306,598 km/h;
- Il 16 febbraio 2002 una Lamborghini Murciélago di serie stabilisce il record di velocità media su 1 ora a 305,041 km/h e sui 100 miglia a 320,254 km/h;[16]
- Il 23 febbraio 2002 una Volkswagen W12 nota anche come Volkswagen Nardò ha stabilito il record mondiale di velocità media su 24 ore, coprendo una distanza di 7740,576 km ad una velocità media di 322,891 km/h[17];
- Nel 2004 la concept car elettrica Eliica, caratterizzata da 8 ruote motrici, ha raggiunto la velocità di 370 km/h[18][19];
- Il 28 febbraio 2005 una Koenigsegg CCR, guidata da Loris Bicocchi, ha stabilito il record di velocità per una vettura di serie toccando i 388 km/h[20];
- Il 25 maggio 2008 un Mercedes-Benz Truck Actros BlueTec III stabilisce il record di efficienza per un camion da 40 tonnellate con un consumo medio di 19,44 litri ogni 100 km con una distanza totale percorsa di 12.728 km;[21]
- Il 18 agosto 2019 un esemplare pre-serie dell'elettrica Porsche Taycan ha coperto in 24 ore la distanza di 3425 km[22];
- Il 10 giugno 2023 il pilota Iván Cervantes a bordo di una Triumph Tiger 1200 GT Explorer ha conquistato ufficialmente il Guinness World Record per ‘La maggiore distanza percorsa in sella ad una moto in 24 ore (record individuale)'[23]

Nei pressi della pista è presente un tabellone riportante alcuni dei record mondiali stabiliti sull'anello.

## Incidente di Loris Bicocchi nel prototipo della Bugatti Veyron
Nei primi anni 2000, durante uno dei primi test ad alta velocità su un prototipo della Bugatti, quella che sarebbe stata poi la Veyron, guidato da Loris Bicocchi, uno pneumatico anteriore esplose. L'auto, ormai priva di controllo, urtò il guard rail mentre viaggiava ad una velocità di circa 400 km/h. Nonostante l'auto avesse perso in seguito all'urto l'uso dei freni, Bicocchi riuscì a salvarsi facendo strisciare l'auto sul guard rail, frenando così la propria corsa: la cellula dell'auto resistette, salvando la vita al pilota.